# Зглехув
Зглехув (пол. Zglechów) — деревня в Польше, расположенная в Мазовецком воеводстве, в Миньском повете, в гмине Сенница. Расположена примерно в 12 км к юго-востоку от Минска-Мазовецкого и в 48 км к востоку от Варшавы.

## История
Точная дата основания деревни неизвестна. Первые письменные упоминания об этом местности относятся к XVI веку, а точнее к 1528 году (или 1527 году), когда был основан «лесной» приход Яново — нынешнее название Сенница.
Другое упоминание происходит из «Курьера Литевского …», где написано, что 4 марта 1824 состоялся сеймик шляхты Сенницкого повета и был на нем Станислав Трущинский — наследник земель «Zlechowa». Можно предположить, что речь идет, конечно, о Zglechów, потому что рядом с деревней находится Truszczyn (от фамилии наследника), а деревня находится недалеко от Сенницы.
Ещё одно письменное упоминание о Zglechowie принадлежит Анне Сенницкой (нынешнее название местности Сенница происходит от фамилии этой семьи). В 1576 году женщина заплатила здесь налог в размере 14 ланов. В следующих заметках упоминается, что в 1827 году в деревне Zglechów было 13 домов и 142 жителя. Из записей о рождении мы видим, что в Zglechów в начале 19 века (1809—1826) жили, в частности: Филип Душчик — крестьянин из деревни Zglechów (1809), Шимон Бошима, Францишек Йозковски, Валенты и Феликс Душчик, Якуб Квятковски, Павел Озимек, Войцех Цис — владельцы из Zglechów; Ежи Вечорковски — кузнец из Zglechów, Анджей Ивановски, Францишек Пшибыш, Марцин Цеслак — рабочие.
В 1944 году в Сеннице организованная немецкая оборона отразила советскую атаку, поэтому они атаковали Zglechów с юга. Жители были эвакуированы, и им оставалось только наблюдать за тем, что происходит в их деревне. среди эвакуированных жителей также был Казимеж Барциковский. Его хорошо помнят, например, пожарные (OSP), которые благодаря его усилиям получили много оборудования, например, пожарную машину «STAR». В мае 1958 года деревня была разрушена ураганом. Многие люди остались без крова. Спустя несколько лет, в 1963 году, деревня снова была разрушена, на этот раз сильным пожаром.
В 1975—1998 годах административно принадлежала к Седлецкому воеводству.

## Религия

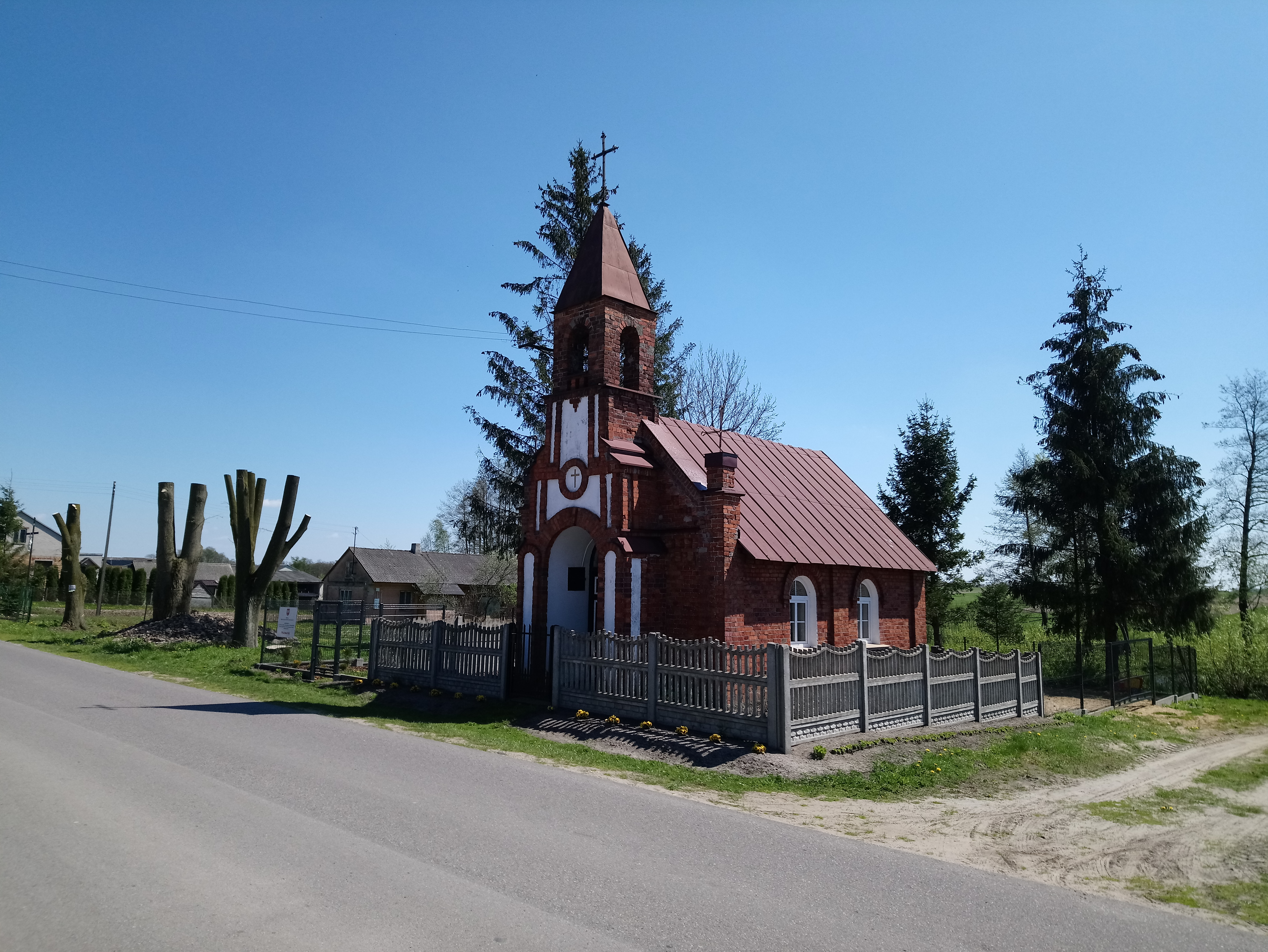
Часовня Мариавитов, принадлежащая приходу св. Иоанна Крестителя в Цеглове

Большинство жителей — католики и принадлежат к приходу св. Станислава Епископа мученика в Сеннице.
Также в деревне есть часовня Мариавитов, принадлежащая приходу св. Иоанна Крестителя в Цеглове.

## Достопримечательности
В деревне есть двор, который в настоящее время принадлежит семье Чиж (Адрес Nowy Zglechow 15). Вероятно, он был возведен в конце XVIII века, в XIX веке принадлежал семье Богуславских, а в XX веке многократно перестраивался. К западу от двора находятся РУИНЫ ЛАМУСА, возведенные, вероятно, в XVIII веке. Они построены из кирпича, имеют прямоугольную форму, первоначально с колонной аркадой в фронтальной стене с востока и двумя комнатами на каждом этаже, покрыты цилиндрическими сводами с люнетами, остатки которых сохранились в глубоких подвалах. Чтобы посмотреть памятники нужно около гидрофора в Новом Зглечуве свернуть на дорогу, которая ведет к аллее с каштанами, ведущей к двору Чиж. А рядом — развалины РУИНЫ ЛАМУСА по правой стороне.

## Люди, связанные с местностью
10 ноября 1905 г. здесь родился Францишек Ястшембски — летчик, капитан Королевских сил, а 22 марта 1927 г. — Казимеж Барциковский — заместитель премьер-министра, министр сельского хозяйства, заместитель председателя Государственного совета.
Станислав Крупа (6 ноября 1922 — декабрь 2017) — участник Варшавского восстания, в батальоне Зоська. Автор книги «X Павильон: Воспоминания солдата Армии Крайовой из следствия на улице Раковецкой».